# IZ Возничего
IZ Возничего (лат. IZ Aurigae) — двойная затменная переменная звезда типа Алголя (EA) в созвездии Возничего на расстоянии приблизительно 3490 световых лет (около 1070 парсеков) от Солнца. Видимая звёздная величина звезды — от +14,6m до +13m. Орбитальный период — около 0,7712 суток (18,508 часов).

## Характеристики
Первый компонент — жёлтая звезда спектрального класса G. Радиус — около 2,22 солнечных, светимость — около 4,512 солнечных. Эффективная температура — около 5647 К.